# Cucuron
Cucuron is een gemeente in het Franse departement Vaucluse (regio Provence-Alpes-Côte d'Azur) en telt 1759 inwoners (2018). De plaats maakt deel uit van het arrondissement Apt.

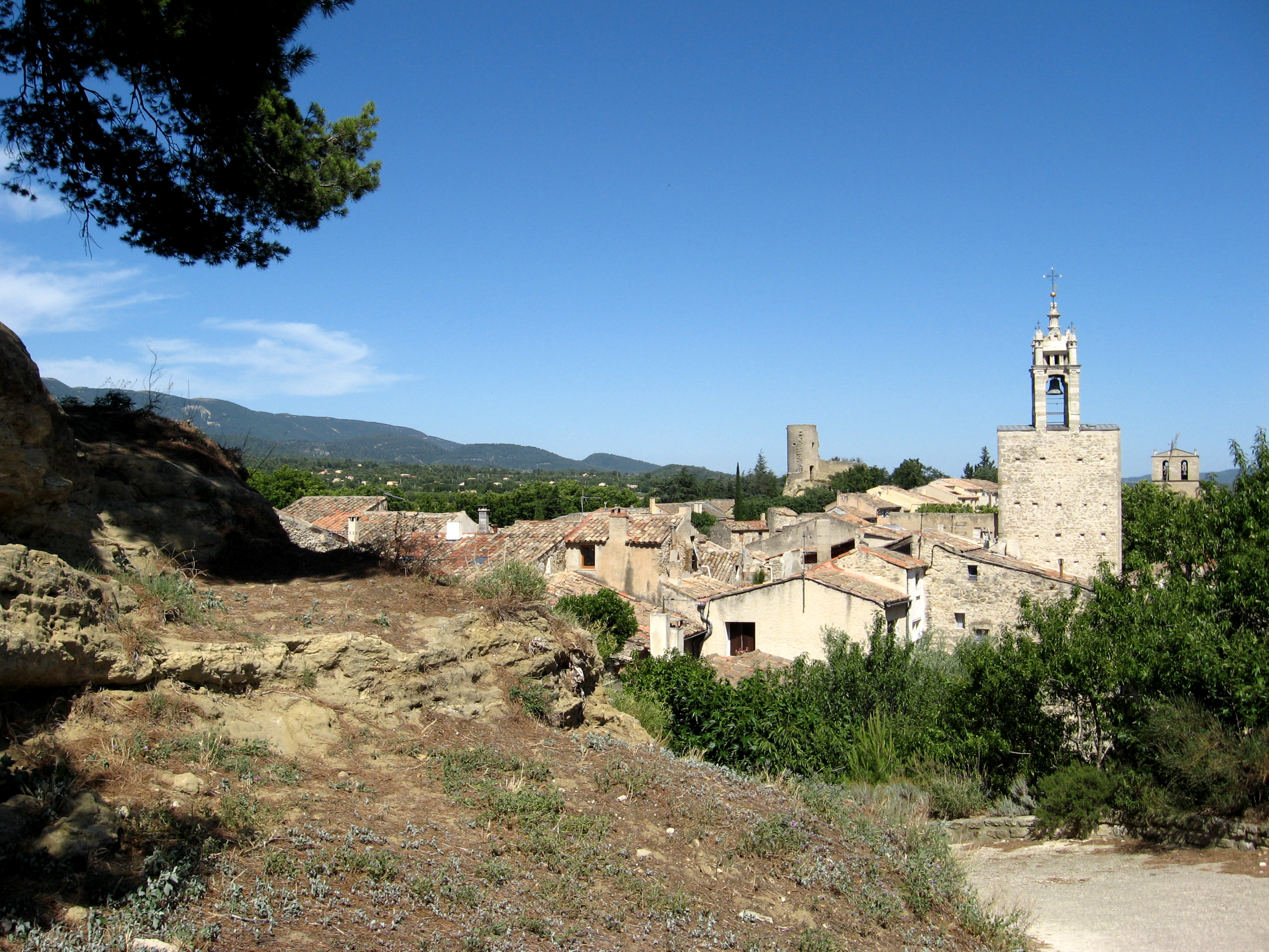
Panorama van Cucuron

## Geografie
De oppervlakte van Cucuron bedraagt 32,5 km², de bevolkingsdichtheid is 55,1 inwoners per km².
De onderstaande kaart toont de ligging van Cucuron met de belangrijkste infrastructuur en aangrenzende gemeenten.

## Demografie
Onderstaande figuur toont het verloop van het inwonertal (bron: INSEE-tellingen).